# Czarodzieje kontra Obcy
Czarodzieje kontra Obcy (ang. Wizards vs Aliens, 2012-2014) – brytyjski serial obyczajowy z gatunku science fiction i fantasy, stworzony przez Russella T Daviesa i Phila Forda. Wyprodukowany przez BBC Wales i FremantleMedia Enterprises dla CBBC.
Światowa premiera serialu miała miejsce 29 października 2012 roku na antenie CBBC. W Polsce premiera serialu odbyła się w 6 kwietnia 2013 roku na kanale teleTOON+.

## Opis fabuły
Serial przedstawia losy szesnastoletniego czarodzieja Toma Clarke'a oraz jego najlepszego przyjaciela, naukowca Benjamina "Benny'ego" Sherwooda, walczących z Nekrosami – obcymi, którzy przybywają na Ziemię w celu wyssania z niej całej magii.

## Obsada
- Scott Haran jako Tom Clarke
- Percelle Ascott jako Benny Sherwood
- Gwendoline Christie jako Lexi
- Jefferson Hall jako Varg
- Brian Blessed jako głos króla Nekrosa
- Annette Badland jako Ursula Crowe
- Michael Higgs jako Michael Clarke
- Dan Starkey jako Randal Moon
- Tom Bell jako technik Jathro 15

## Wersja polska
Opracowanie i udźwiękowienie wersji polskiej: na zlecenie teleTOON+ – Studio Sonica

Reżyseria: Leszek Zduń

Dialogi polskie:
- Joanna Kuryłko (odc. 1-8, 13-36),
- Joanna Pach (odc. 9-12)

Dźwięk i montaż: Maciej Sapiński

Organizacja produkcji: Agnieszka Kudelska

Wystąpili:
- Bartosz Obuchowicz – Tom Clarke
- Mateusz Narloch – Benny Sherwood
- Dorota Zięciowska – Ursula Crowe
- Dariusz Siastacz – Michael Clarke
- Robert Tondera –
  - Randal Moon,
  - pan Fisher (odc. 7, 23)

oraz:
- Robert Jarociński – Varg
- Anna Ułas – Lexi
- Andrzej Blumenfeld – Król Nekrosów
- Krzysztof Szczerbiński –
  - zbir #1 (odc. 5),
  - Jathro (odc. 9-18, 20-26, 29-30, 33-34)
- Joanna Pach – Katie Lord (odc. 13-24, 27-28, 31-33, 35)
- Adrian Żuchewicz – Quinn Christopher
- Mirosław Konarowski – Robert France (odc. 1-2)
- Wit Apostolakis-Gluziński – Mark (nastolatek) (odc. 1)
- Jerzy Dominik –
  - Mark (staruszek) (odc. 1-2),
  - głos kamieni (odc. 10)
- Miłogost Reczek –
  - Richard Sherwood (odc. 3, 23-24),
  - Simeon Swann (odc. 32-34)
- Piotr Bajtlik – Jackson Hawke (odc. 5-6)
- Agnieszka Kudelska –
  - mama Jacksona (odc. 6),
  - Stephanie Gaunt (odc. 7-8),
  - Gemma Raven (odc. 19-20),
  - reporterka (odc. 23),
  - Chipo Jacana (odc. 25-26)
- Leszek Zduń –
  - tata Jacksona (odc. 6),
  - reporter (odc. 23)
- Wojciech Majchrzak – Adams (odc. 7-8)
- Izabella Bukowska – Helen (odc. 11-12)
- Brygida Turowska –
  - Kanclerz Kooth (odc. 13, 18, 20, 23-26),
  - Chloe Martin (odc. 13-14)
- Anna Gajewska –
  - pani Meeks (odc. 13-14),
  - pani Veraswamy (odc. 19-20),
  - Tricia Sherwood (odc. 19-20, 23-24)
- Tomasz Błasiak –
  - Nathaniel Nightjar (odc. 13-14),
  - recepcjonista (odc. 21-22),
  - reporter (odc. 23),
  - Joseph Jacana (odc. 25-26),
  - Poszukiwacz (odc. 27-28),
  - Eelix (odc. 28-30, 33-36)
- Ewa Serwa –
  - Miranda Fisher (odc. 13-14),
  - Madeleine Raven (odc. 19-20),
  - Helen (odc. 25-26),
  - Stara Bethesta (odc. 31-32)
- Wojciech Słupiński –
  - Squiggley (odc. 15),
  - Mervyn (odc. 21-22)
- Cezary Kwieciński – Stickley (odc. 16-20, 23)
- Jolanta Wołłejko – Tseringma (odc. 17-18)
- Dorota Furtak –
  - Alicja (odc. 21-22),
  - Bisme Jacana (odc. 25-26)
- Jacek Mikołajczak – głos kamieni (odc. 24)
- Adam Bauman –
  - pan Fisher (odc. 27-28),
  - Gilbert Lord (odc. 31)
- Anna Apostolakis-Gluzińska – Eva Starling (odc. 29-30)
- Wojciech Paszkowski – Przewodnik (odc. 33-34)
- Tomasz Marzecki – Czarnoksiężnik (odc. 34-36)
- Jacek Kopczyński – Caractacus Crowe (odc. 35-36)

i inni
Lektor:
- Zbigniew Dziduch (odc. 1-12),
- Krzysztof Banaszyk (odc. 13-26),
- Leszek Zduń (odc. 27-36)

## Odcinki
- Serial po raz pierwszy pojawi się w Polsce na kanale teleTOON+:
  - I seria (odc. 1-12) – 6 kwietnia 2013 roku,
  - II seria (odc. 13-26) – 6 grudnia 2013 roku,
  - III seria (odc. 27-36) – 22 marca 2015 roku.

### Spis odcinków
| Premiera odcinka | N/o | Polski tytuł        | Angielski tytuł        |
| ---------------- | --- | ------------------- | ---------------------- |
|                  |     |                     |                        |
| SERIA PIERWSZA   |     |                     |                        |
|                  |     |                     |                        |
| 06.04.2013       | 01  | Świt Nekrosów       | Dawn of the Nekross    |
| 07.04.2013       | 02  | Świt Nekrosów       | Dawn of the Nekross    |
|                  |     |                     |                        |
| 13.04.2013       | 03  | Grazlax atakuje     | Grazlax Attacks        |
| 14.04.2013       | 04  | Grazlax atakuje     | Grazlax Attacks        |
|                  |     |                     |                        |
| 20.04.2013       | 05  | Magia buntownika    | Rebel Magic            |
| 21.04.2013       | 06  | Magia buntownika    | Rebel Magic            |
|                  |     |                     |                        |
| 27.04.2013       | 07  | Przyjaciel czy wróg | Friend or Foe          |
| 28.04.2013       | 08  | Przyjaciel czy wróg | Friend or Foe          |
|                  |     |                     |                        |
| 04.05.2013       | 09  | Upadek Nekrossów    | Fall of the Nekross    |
| 05.05.2013       | 10  | Upadek Nekrossów    | Fall of the Nekross    |
|                  |     |                     |                        |
| 11.05.2013       | 11  | Ostatni dzień       | The Last Day           |
| 12.05.2013       | 12  | Ostatni dzień       | The Last Day           |
|                  |     |                     |                        |
| SERIA DRUGA      |     |                     |                        |
|                  |     |                     |                        |
| 06.12.2013       | 13  | Stu czarodziejów    | 100 Wizards            |
| 07.12.2013       | 14  | Stu czarodziejów    | 100 Wizards            |
|                  |     |                     |                        |
| 08.12.2013       | 15  | Vice Versa          | Vice Versa             |
| 13.12.2013       | 16  | Vice Versa          | Vice Versa             |
|                  |     |                     |                        |
| 14.12.2013       | 17  | Jaskinia Menla-Gto  | The Cave of Menla-Gto  |
| 15.12.2013       | 18  | Jaskinia Menla-Gto  | The Cave of Menla-Gto  |
|                  |     |                     |                        |
| 20.12.2013       | 19  | Klątwa Crowe        | The Curse of Crowe     |
| 21.12.2013       | 20  | Klątwa Crowe        | The Curse of Crowe     |
|                  |     |                     |                        |
| 22.12.2013       | 21  | Trzynaste piętro    | The Thirteenth Floor   |
| 27.12.2013       | 22  | Trzynaste piętro    | The Thirteenth Floor   |
|                  |     |                     |                        |
| 28.12.2013       | 23  | Noc bez końca       | Endless Night          |
| 29.12.2013       | 24  | Noc bez końca       | Endless Night          |
|                  |     |                     |                        |
| 03.01.2014       | 25  | Wojna totalna       | All-Out War            |
| 04.01.2014       | 26  | Wojna totalna       | All-Out War            |
|                  |     |                     |                        |
| SERIA TRZECIA    |     |                     |                        |
|                  |     |                     |                        |
| 22.03.2015       | 27  | Tajemnica pokoju 12 | The Secret of Room 12  |
| 28.03.2015       | 28  | Tajemnica pokoju 12 | The Secret of Room 12  |
|                  |     |                     |                        |
| 29.03.2015       | 29  | Efekt kwantowy      | The Quantum Effect     |
| 04.04.2015       | 30  | Efekt kwantowy      | The Quantum Effect     |
|                  |     |                     |                        |
| 05.04.2015       | 31  | Kamienne córy       | The Daughters of Stone |
| 11.04.2015       | 32  | Kamienne córy       | The Daughters of Stone |
|                  |     |                     |                        |
| 12.04.2015       | 33  | Klucz z kości       | The Key of Bones       |
| 18.04.2015       | 34  | Klucz z kości       | The Key of Bones       |
|                  |     |                     |                        |
| 19.04.2015       | 35  | Zapada zmierzch     | Twilight Falls         |
| 25.04.2015       | 36  | Zapada zmierzch     | Twilight Falls         |
|                  |     |                     |                        |